# William F. Sharpe
William Forsyth "Bill" Sharpe, född 16 juni 1934 i Boston, Massachusetts, är en amerikansk nationalekonom och professor emeritus i finans, vid Stanford Universitys Graduate School of Business, som belönades med Sveriges Riksbanks pris i ekonomisk vetenskap till Alfred Nobels minne 1990.
Sharpe var en av upphovsmännen till prissättningsmodellen för kapitaltillgångar (CAPM). Han skapade Sharpe-kvoten för riskjusterad investeringsresultatanalys och han bidrog till utvecklingen av binomialmetoden för värdering av optioner, gradientmetoden för optimering av tillgångsallokering och avkastningsbaserad stilanalys för att utvärdera investeringsfondernas stil och resultat.

## Biografi
Sharpe föddes i Boston, men eftersom hans far ingick i nationalgardet flyttade familjen flera gånger under andra världskriget, tills de slutligen bosatte sig i Riverside, Kalifornien. Sharpe tillbringade resten av sin barndom och tonåren i Riverside och tog examen från Riverside Polytechnic High School 1951. Han började sedan studera vid University of California, Berkeley och planerade att ta en examen i medicin. Men under det första året bestämde han sig för att ändra inriktning och flyttade till University of California, Los Angeles för att studera företagsekonomi. Sharpe fann att han inte var intresserad av redovisning och ändrade sina preferenser ytterligare och gick slutligen över till ekonomi. Under sina grundutbildningar hade två professorer ett stort inflytande på honom: Armen Alchian, professor i nationalekonomi som blev hans handledare, och J. Fred Weston, professor i finans som först introducerade honom till Harry Markowitz artiklar om portföljteori. Under tiden på UCLA, blev Sharpe medlem av Theta Xi Fraternity och Phi Beta Kappa Society. Han tog kandidatexamen vid UCLA 1955 och masterexamen 1956.
Efter examen började Sharpe 1956 arbeta vid i Rand Corporation. Medan han gjorde forskning vid RAND, började han också arbeta för en doktorsexamen vid UCLA under överinseende av Armen Alchian. Medan han letade efter ett avhandlingsämne föreslog J. Fred Weston honom att fråga Harry Markowitz på RAND. I nära samarbete med Markowitz, som i praktiken "fyllde en roll som liknar avhandlingsrådgivarens", tog Sharpe sin doktorsexamen 1961 med en avhandling om en enfaktormodell för pris på finansiella säkerheter.

## Vetenskapligt arbete
År 1961, efter att ha avslutat sina forskarutbildningar, började Sharpe undervisa vid University of Washington. Han började forska på att generalisera resultaten i sin avhandling till en jämviktsteori om tillgångsprissättning, ett arbete som gav prissättningsmodellen för kapitaltillgångar. Han lämnade in dokumentet som beskrev CAPM till Journal of Finance 1962. Ironiskt nog ansågs från början dock rapporten, som skulle bli en av grunderna för finansiell ekonomi, irrelevant och förkastades från publiceringen. Sharpe fick vänta på ett byte av redaktion innan han slutligen fick rapporten publicerad 1964. Samtidigt utvecklades CAPM oberoende av John Lintner, Jan Mossinoch Jack Treynor.
År 1968 flyttade Sharpe till University of California, Irvine men stannade där i bara två år, för att 1970 flytta till Stanford University. Samtidigt med undervisningen vid Stanford fortsatte Sharpe att forska inom investeringsområdet, särskilt om portföljallokering och pensionsfonder. Han blev också direkt involverad i investeringsprocessen genom att erbjuda konsultation till Merrill Lynch och Wells Fargo, och därmed ha möjlighet att i praktiken utveckla recepten på finansiell teori. År 1986 grundade han Sharpe-Russell Research, ett företag specialiserat på att tillhandahålla forskning och rådgivning om tillgångsallokering till pensionsfonder och stiftelser. Hans uppsats från 1988, "Determining a Fund's Effective Asset Mix", etablerade modellen som senare kallades avkastningsbaserad stilanalys.
År 1989 drog han sig tillbaka från undervisningen men behöll positionen som professor emeritus i finans vid Stanford och valde att satsa på sitt konsultföretag, nu med namnet William F. Sharpe Associates. År 1996 var han med och grundade Financial Engines (NASDAQ: FNGN) tillsammans med Stanfordprofessorn Joseph Grundfest och Silicon Valley-advokaten Craig W. Johnson. Financial Engines använder teknik för att implementera många av hans finansiella teorier inom portföljförvaltning.
Idag (2021) har Financial Engines över 200 anställda och är ledande inom automatiserad investeringsrådgivning och hantering av pensionsplan, med mer än 200 miljarder dollar på hanterade pensionskonton, som ger råd och hanterade kontotjänster till anställda i över 1 000 stora företag. I mars 2018 förvärvades Financial Engines för 3 miljarder dollar kontant.
Sharpe var ordförande för American Finance Association och han är förvaltare av Economists for Peace and Security. Sedan 2009 har han förespråkat strategier för "adaptiv tillgångsallokering", som syftar till att utnyttja den senaste tidens marknadsbeteende för att optimera tillgångsallokeringen och därmed maximera avkastningen och minska volatiliteten.

## Utmärkelser och hedersbetygelser
Sharp är utnämnd till Doktor Humane Letters, Honoris Causa vid DePaul University, Doktor Honoris Causa vid universitetet i Alicante (Spanien), Doktor Honoris Causa vid Wiens universitet och har tilldelats UCLA-medaljen, UCLA:s högsta utmärkelse.